# Gateshead

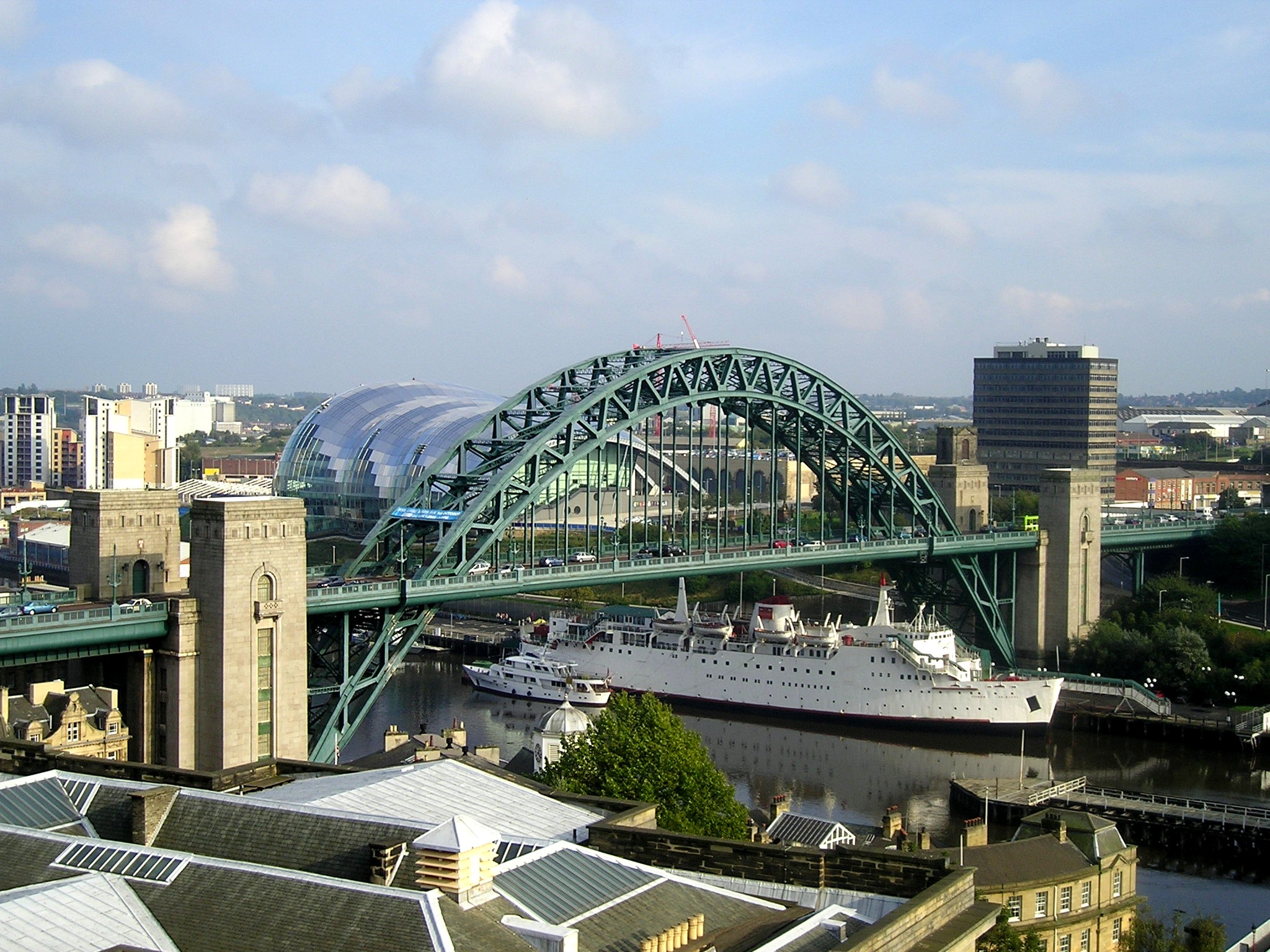
Tyne Bridge, pont entre Newcastle upon Tyne (au premier plan) et Gateshead (au fond)

Gateshead est une ville du nord-est de l'Angleterre, située dans la banlieue de Newcastle, dans le comté de Tyne and Wear. La ville, qui compte 90 000 habitants, est le chef-lieu d'un district comptant environ 200 000 habitants.

## Géographie
Gateshead se trouve sur la rive sud du fleuve Tyne, en face de Newcastle upon Tyne. Le climat y est pluvieux comme dans l'Écosse voisine et l'Irlande.

## Éducation

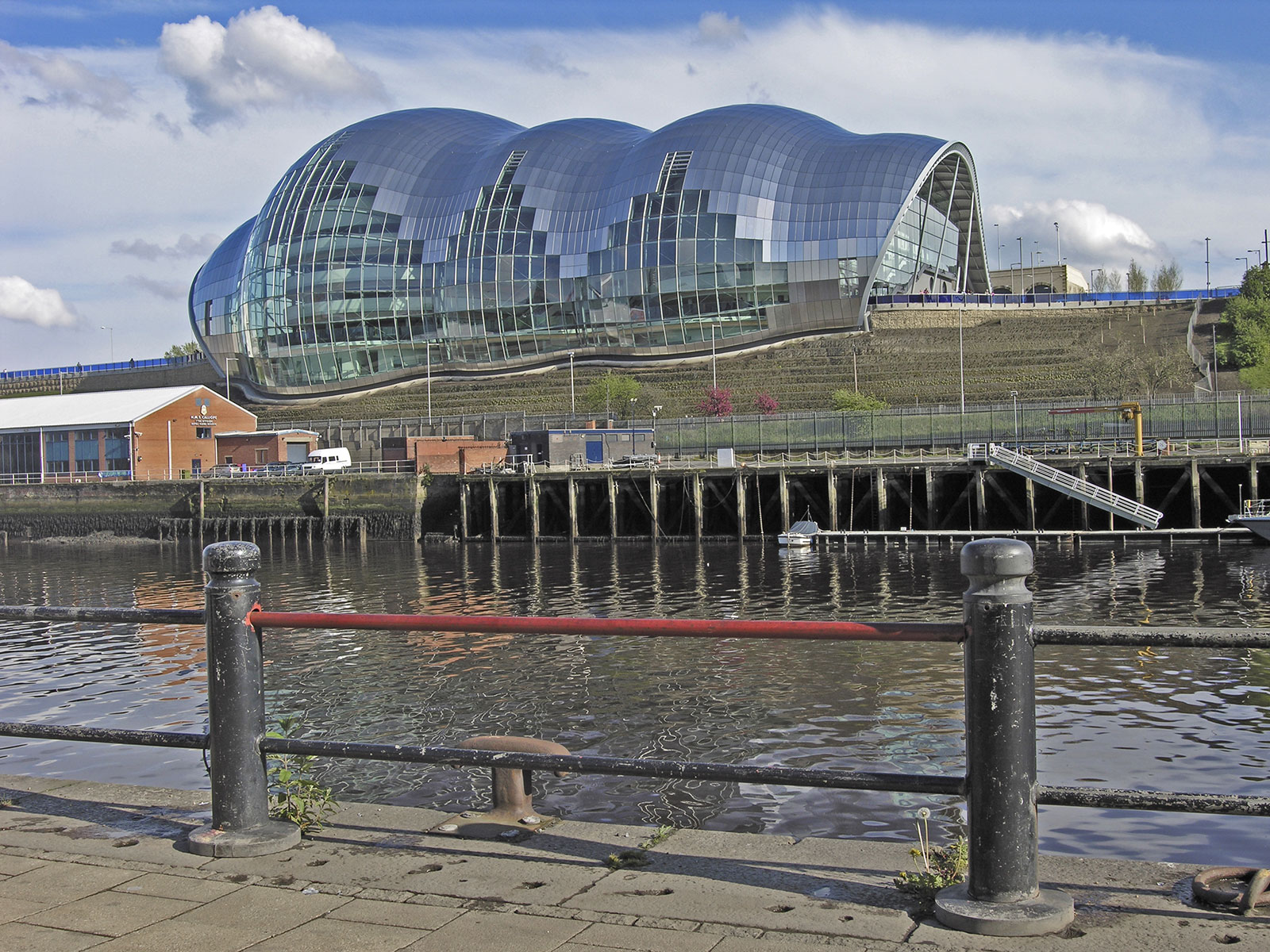
The Sage Gateshead, centre musical de Norman Foster (2004)

À Gateshead se trouve la Gateshead Yeshiva, l'une des plus grandes Yéchivot d'Europe, dirigée par le Rav Gurvits, ainsi que d'autres institutions juives (Sunderland Yeshiva, Be'er Hatorah, Tiferes Yaakov).De même, deux grands séminaires (Beis Midrash Lemorot et Beis Chaya Rochel) pour jeunes filles à renommée internationale, regroupent près de 600 personnes venues des quatre coins de la terre. 

## Économie
La population est principalement de classe moyenne, comme à Newcastle. Le chômage est important.
En 1997, le MetroCentre de Gateshead est classé en première position des centres commerciaux d'Europe pour sa superficie. Avec une surface de 140 000 m2, il partage cette première place avec notamment Créteil Soleil ou Marseille Grand Littoral, en France.
Gateshead est une des villes organisatrices du Festival International d'Animation et de Jeux vidéo Animex.

## Religion
Après la Première Guerre mondiale, le rabbin Eliyahu Eliezer Dessler fut le fondateur de la communauté juive orthodoxe de Gateshead : il fonda le collel harabonim de Gateshead, premier dans sa catégorie en Europe, ainsi que le Gateshead beis hamidrash lemorot, école juive orthodoxe pour jeunes filles. Aujourd'hui la communauté juive orthodoxe de Gateshead est florissante et comporte plus de mille cinq cents personnes, plus deux mille élèves venus de nombreux pays.

## Sport
Gateshead possède une équipe de rugby à XIII en Championship (deuxième division), et également un club de football en Conference National (cinquième division).
Les footballeurs Chris Waddle, Paul Gascoigne et Andy Carroll sont nés à Gateshead, tout comme le rugbyman Andrew Springgay.
Le Gateshead International Stadium a accueilli la coupe d'Europe des nations d'athlétisme en 1989 et en 2000, ainsi que les Championnats d'Europe d'athlétisme par équipes en 2013. Gateshead a également accueilli les championnats d'Europe de natation en 1993 et les championnats du monde de cross-country en 1983.

## À voir

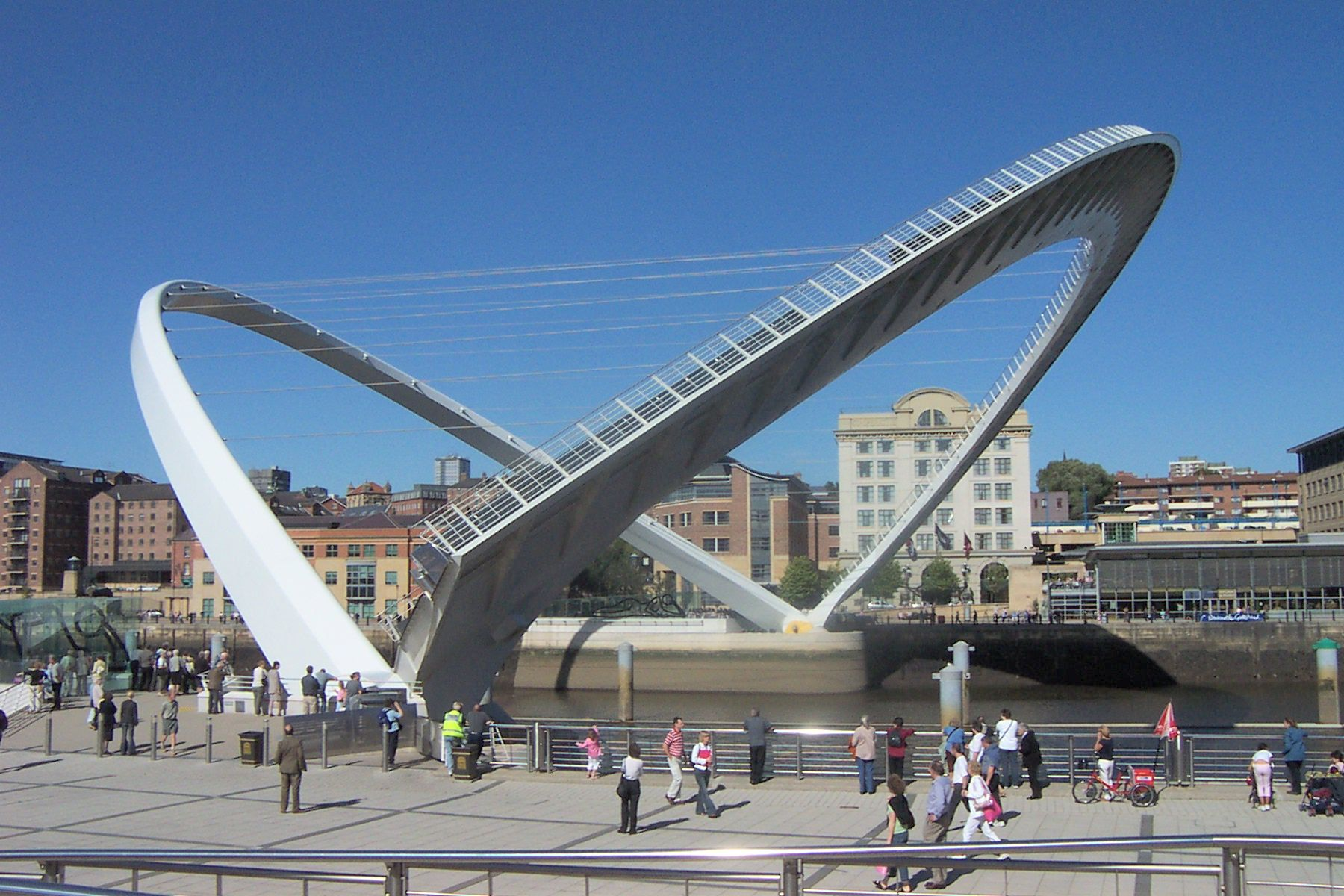
Le pont du millénaire

- Centre d'Art Contemporain BALTIC, et les sculptures gigantesques que sont l'Ange du Nord d'Antony Gormley, ou Taratantara d'Anish Kapoor
- The Sage Gateshead, centre musical de Norman Foster (2004)
- Gateshead leisure center
- Gateshead library
- Gateshead school synagogue, fondée au début du XXe siècle
- Gateshead Millennium Bridge. Le pont du millénaire est un pont pour piétons et vélos sur la Tyne, entre Gateshead et Newcastle. C'est le premier pont rotatif au monde : il s'abaisse ou se relève pour laisser passer respectivement les piétons ou les bateaux.